# Titularbistum Tarasa in Byzacena
Tarasa in Byzacena (ital.: Tarasa di Bizacena) ist ein Titularbistum der römisch-katholischen Kirche.
Es geht zurück auf einen historischen Bischofssitz in der antiken Stadt gleichen Namens, der römischen Provinz Byzacena bzw. Africa proconsularis in der Sahelregion von Tunesien.
| Titularbischöfe von Tarasa in Byzacena |                            |                                                    |                  |                   |
| Nr.                                    | Name                       | Amt                                                | von              | bis               |
| 1                                      | Agostino Ferrari Toniolo   | Weihbischof in Perugia-Città della Pieve (Italien) | 23. Januar 1967  | 13. November 2004 |
| 2                                      | Peter Joseph Hundt         | Weihbischof in Toronto (Kanada)                    | 11. Februar 2006 | 1. März 2011      |
| 3                                      | Eduardo José Castillo Pino | Weihbischof in Portoviejo (Ecuador)                | 14. März 2011    | 2. Oktober 2019   |
| 4                                      | Gregory Studerus           | Weihbischof in Newark (Vereinigte Staaten)         | 27. Februar 2020 |                   |